# Sagnia
La sagnia o flebotomia és un procediment medicoquirúrgic pel qual es fa una extracció de sang d'una vena. A l'edat mitjana s'emprava, de vegades mitjançant sangoneres, per tractar moltes malalties, una panacea de la medicina escolàstica medieval. Avui en dia ja no s'aplica gaire, si més no al món occidental. Per exemple es fa servir per tractar l'hemocromatosi, la policitèmia vera o la porfíria cutània tarda. S'anomena sagnia incruenta la que s'aplica a les extremitats, per tal de produir una acumulació de sang en aquestes i disminuir, consegüentment, el volum de sang circulant.